# VK Primorje Rijeka
A VK Primorje EB Rijeka vagy az Erste Bankos szponzorált nevén Primorje EB Rijeka horvát vízilabdaklub, székhelye az Kvarner-öböl partján álló Fiumében található. A horvát élvonal és az Adria-liga tagegyesületét 1908-ban alapították, hazai mérkőzéseit Európa egyik legmodernebb vízisport-létesítményében, a Kantrida Sportkomplexum-ban rendezi.
A klub mindössze egy nemzeti trófeával büszkélkedhet, az 1995–96 Horvát Kupát hódította el.

## Sikerei
Nemzeti
- 1x Horvát Kupa-győztes: 1995–96

## Játékosok

### Játékoskeret
A 2019–2020-as idény kerete
| - Fran Čubranić - Antonio Čunko - Tin Brubnjak - Iv Marić - Duje Peroš - Marko Blažić - Maroš Tkač - Dario Rakovac - Sven Augusti | - Mislav Vrlić - Karlo Babić - Lovro Paparić - Nikola Milošević - Noa Olić - Ian Petrić |

### A klub híresebb játékosai
- Ivan Buljubašić (Európa-bajnok)
- Samir Barač (világbajnok, Európa-bajnok)
- Nikola Franković
- Igor Hinić (világbajnok, Európa-bajnok)
- Petar Muslim (Európa-bajnok)
- Zdravko Radić (világbajnok)
- Zoran Roje (olimpiai bajnok)
- Anđelo Šetka (Vízilabda-BL-győztes a Primoraccal)
- Varga Dániel (olimpiai bajnok)
- Varga Dénes (olimpiai bajnok)